# Bonnay (Saône-et-Loire)
Bonnay ist eine ehemalige französische Gemeinde mit 312 Einwohnern (Stand: 1. Januar 2022) im Département Saône-et-Loire in der Region Bourgogne-Franche-Comté. Sie gehörte zum Arrondissement Mâcon, zum Gemeindeverband Clunisois und zum Kanton Cluny (bis 2015: Kanton Saint-Gengoux-le-National).
Der Erlass vom 26. Juli 2022 legte mit Wirkung zum 1. Januar 2023 die Eingliederung von Bonnay als Commune déléguée zusammen mit der früheren Gemeinde Saint-Ythaire zur neuen Commune nouvelle Bonnay-Saint-Ythaire fest.

## Geografie
Bonnay liegt etwa 31 Kilometer nordnordwestlich von Mâcon und etwa 31 Kilometer südsüdwestlich von Chalon-sur-Saône.
Umgeben wird Bonnay von den Nachbargemeinden und der Commune déléguée:
| Saint-Ythaire (Commune déléguée) | Curtil-sous-Burnand                         | Savigny-sur-Grosne |
| Sigy-le-Châtel                   | Kompassrose, die auf Nachbargemeinden zeigt | Malay              |
| Sailly                           | Salornay-sur-Guye                           | Cortevaix          |

## Geschichte
Bonnay könnte seinen Namen vom Gott Belenus haben, wie die Stadt Beaune. Aber der Ursprung dieser Bezeichnung ist in der Lage des Dorfes zu suchen, das in der Nähe einer ergiebigen Quelle liegt. Ursprünglich musste Bonnay in zwei Wörtern geschrieben werden: „Bonne Aygue“ (gutes Wasser).
Um das Jahr 1000 scheinen Bonnay und seine Region zu der in Brancion gegründeten mächtigen Familie zu gehören, die mit den Herzögen von Aquitanien und den Grafen der Auvergne verwandt war. Zu dieser Zeit oblag die Pfarrei von Bonnay im Besitz der Abtei von Tournus. Die Kanoniker von Tournus behielten ihren Besitz von Bonnay bis zur Revolution. 1848 wurde Louis Bonnardel in die Pfarrei Bonnay berufen. Einen Teil des Familienvermögens widmete er dem Dominikanerkloster. Ein Hospiz wurde errichtet, dort wurden die Kranken von Bonnay versorgt und Internatsschüler aufgenommen.
Die alte romanische Kirche, baufällig, wich einer neuen Kirche, die 1883 fertiggestellt und 1885 geweiht wurde. Die Glocken des alten Gebäudes wurden dorthin verlegt.
Das  Schloss Besancuil wurde 1867 an Bonnay angeschlossen. Seine Burg geht auf das 14. Jahrhundert mit seinen quadratischen Türmen und einem runden Turm zurück. Gleich daneben steht eine romanische Kirche aus dem 11. Jahrhundert.
Der Ortsteil Saint-Hippolyte war ein Dekanat der Abtei Cluny. Zwischen 999 und 1017 teilt die cluniazensische Urkunde Nr. 2493 mit, dass Josserand (Jocerand) 1. Gros de Brancion, der sein Ende kommen sah, der Abtei von Cluny zum Seelenheil eine dem Heiligen Hippolyt geweihte Kirche schenkte, die sich auf dem Territorium von Mâcon befand.
Zu Beginn des Jahres 1105 wird Saint-Hippolyte als Dekanat „obedentia de Sancto Ypolito“ in der clunisischen Urkunde Nr. 3829 erwähnt.
Eine Tatsache, die die Bedeutung dieses Dekanats unterstreicht: Am 8. Februar 1107, als Hugo von Cluny Abt von Cluny war, erhielt Saint-Hippolyte Besuch von Papst Paschalis II., einem ehemaligen Benediktiner von Cluny. Der Papst hielt sich in Saint-Hippolyte einen ganzen Tag lang auf seinem Weg von Cluny nach Beaune.
Um 1155 ließ der Abt von Cluny, Petrus Venerabilis, ein Inventar der Dekanate erstellen, um ihre Leistung und Verwaltung zu verbessern. Dieses Inventar ermöglicht es, das Einkommen und die Produktion von etwa zehn Dekanaten (Laizé, Beaumont, Malay, Saint-Hippolyte, Chaveyriat, Saint-Martin, Berzé, Arpayé, Montberthoud, Saint-Gengoux, Lourdon) genau zu kennen.
Das von Heinrich von Blois, einem Mönch in Cluny und dann Bischof von Winchester, verfasste Dokument „Constitucio cost cluniaci“ erwähnt für Saint-Hippolyte sieben Mühlen und eine Produktion hauptsächlich von Getreide, aber auch von Heu, Holz und Samen für den Winter, mit ungefähr dreißig Ochsen, Kälbern, Eseln, Schweinen, Geflügel und Wein.
Drei Viertel der Ressourcen des Dekanats wurden an die Abtei von Cluny geschickt, mit drei Hauptterminen: Saint-Martin (11. November), Saint-Vincent (22. Januar) und Saint-Jean-Baptiste (24. Juni). Der Rest wurde an Ort und Stelle verzehrt. Über die Abgrenzung des Dekanatsgebietes liegen keine genauen Angaben vor. Das Herzstück des Dekanats wird als „Burg“ bezeichnet, wahrscheinlich bestehend aus der von Mauern umgebenen Wehrkirche mit zwei Türmen, darunter Wohngebäude, Scheunen und ein Torhaus. Das Gebiet des Dekanats umfasste auf seinem Höhepunkt bezugnehmend auf die Schriften von Henri de Winchester die drei Pfarreien Bonnay, Cormatin und Cortevaix. Es kann geschätzt werden, dass es sich mit seinen sieben Mühlen entlang der Guye erstreckte, ungefähr von der Mühle von Messeugne im Norden bis zur Mühle von Crouzot im Süden. Saint-Hippolyte betrieb auch mehrere Teiche im Guye-Tal. Der Weinberg von Montrachet (heute auf Messeugne) gehörte den Mönchen von Cluny und war wahrscheinlich Teil des Dekanats von Saint-Hippolyte. Die Ländereien von Montagny (Saint-Ythaire) werden ebenfalls als Teil des Dekanats erwähnt.
Im Jahr 1214, nach mehr als 150 Jahren Streit seit der Gründung des Dekanats, unterzeichnete Josserand Gros de Brancion einen Friedensvertrag mit Cluny über Saint-Hippolyte (Urkunden 4481 und 4482): Er verzichtete auf alle Rechte an diesem Ort, erkannte Cluny als einzigen Eigentümer der Domäne und genehmigte dort den Bau von Befestigungsanlagen, wobei er sogar so weit ging zu erklären, dass er der eventuellen Schaffung einer „freien Stadt“ nichts im Wege stellen würde („Si autem apud Sanctum Ypolitum ecclesia Cluniacensis villam francam fecerit, homines Joceranni vel hominum suorum ibi non poterit retinere“).
Zwischen 1214 und 1319 wurde die Kirche in eine Festung umgewandelt, wahrscheinlich in mehreren Etappen. Der Glockenturm wurde von einem rechteckigen Massiv umschlossen, das einem Donjon ähnelte. Die Mauer der nördlichen Seitenlinie wurde über das Niveau des Daches der Kirche angehoben, mit einem zinnenbewehrten Wallanlage, hinter der ein Gang verlief. Ein runder Turm, völlig zerstört, bleibt an der nordöstlichen Ecke. Dieser Turm scheint älter als die Befestigungen zu sein.
1319 wurde Saint-Hippolyte in einem Besuchsdokument der Dekanate von Cluny als „Castrum Sancti Hippolyti“ bezeichnet. So befestigt zählt das Dekanat mit Lourdon, Bézornay, Mazille, Boutavan und Écussoles zu den sechs Festungen, die die Abtei von Cluny im Umkreis von 20 Kilometer besitzt. Es ist ein strategischer Teil des staatlichen Systems der Mönche im Nord-Clunysois.
Doch bei näherer Betrachtung war diese Festung zwar imposant, aber wenig effektiv. Tatsächlich gab es keine wirkliche Verteidigungsvorrichtung, nur wenige Schießscharten im Donjon. Diese Festung hatte anscheinend keinen anderen Zweck, als die Macht der Abtei von Cluny zu zeigenn und die benachbarten Herren von Uxelles und Brancion herauszufordern, mit denen die Streitigkeiten um die Macht über das umliegende Gebiet unaufhörlich waren.
Es ist nicht bekannt, wann das Dach des Kirchenschiffs von Saint-Hippolyte einstürzte. Vielleicht war das Gebäude durch das Basler Erdbeben 1356 geschwächt worden? 1441 war Saint-Hippolyte trotz seiner Befestigungen für einige Zeit von einer Bande von Écorcheurs besetzt (bewaffnete Truppe, die von der Bevölkerung so bezeichnet wurde, weil sie Plünderungen praktizierte, Lösegeld für eigene Rechnung, aber auch für König Karl VII. erbeutete). Zu diesem Zeitpunkt hatten die Mönche Saint-Hippolyte bereits verlassen, verkauften es aber erst im 17. Jahrhundert.
26. Juli 1481: Ein Urbar beschreibt den verfallenen Zustand des Anwesens Saint-Hippolyte, dass „alles in Trümmern“ liegt.
1587, während des Achten Hugenottenkrieges, zwang der Papst den französischen Klerus, die Ruinen und erlittenen Verluste teilweise zu reparieren; Um die geforderte Summe zu zahlen, verkaufte die Abtei von Cluny mehrere Gebiete, darunter den Teich von Saint-Hippolyte.
Um 1580 verließ Saint-Hippolyte endgültig die Gefolgschaft von Cluny, als seine Ländereien an einen Privatbesitzer, Messire Leonard de Semur, Herrn von Trémont, verkauft wurden, dessen Hauptwohnsitz das Schloss Sercy war. Die gesammelten Mittel werden insbesondere für die Instandhaltung und Reparatur der Festung von Lourdon verwendet.
25. Juni 1609: Eine Aufstellung gibt an, dass die Kirche seit sehr langer Zeit zerstört und entdeckt wurde, dass der neue Besitzer keine Reparaturen durchgeführt hat, außer der Lavadecke eines Turms, und dass nur noch der Chor steht.
Anschließend wurde Saint-Hippolyte unter Verwendung des intakten Teils des Chors und des Querschiffs und durch die Versperrung der Verbindungsarkaden zwischen Querschiff und Kirchenschiff in eine Kapelle umgewandelt.
1746 war Saint-Hippolyte von der Pfarrei Bonnay abhängig. Die Pastoralbesuche des Erzpriesters von Rousset durch Monsignore Lort de Sérignan, Bischof von Mâcon, beschreiben einen desolaten Zustand. 1780 wurde die Kapelle weiterhin als Kultstätte genutzt.
Während der Revolution wurde das Dorf Saint-Hippolyte in einer allgemeinen Entchristianisierungsbewegung ab dem Jahr II, d. h. 1793 (und bis 1801), in „Mont Verrier“ umbenannt. Zu dieser Zeit wurde das Dorf an Bonnay angeschlossen.
Zwischen 1795 und 1800 wurde Bonnay um das Gebiet der Gemeinde Besanceuil erweitert.

## Bevölkerungsentwicklung

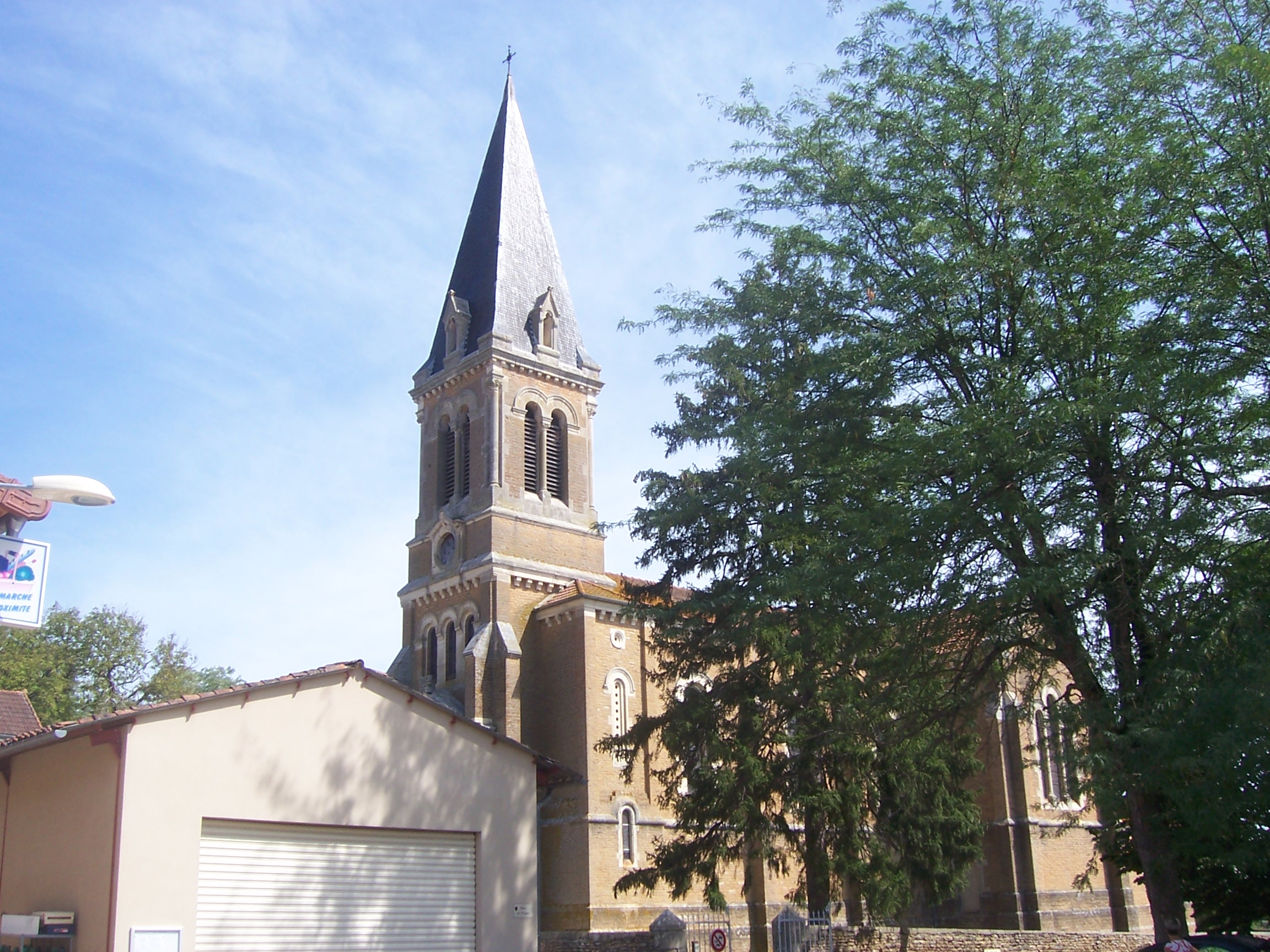
Kirche Mariä Himmelfahrt

| Bonnay: Einwohnerzahlen von 1793 bis 2016                                                                                  | Bonnay: Einwohnerzahlen von 1793 bis 2016 | Bonnay: Einwohnerzahlen von 1793 bis 2016 | Bonnay: Einwohnerzahlen von 1793 bis 2016 | Bonnay: Einwohnerzahlen von 1793 bis 2016 |
| --- | ----------------------------------------- | ----------------------------------------- | ----------------------------------------- | ----------------------------------------- |
| Jahr |                                           |                                           |                                           | Einwohner                                 |
| 1793 | 1793                                      |                                           | 450                                       | 450                                       |
| 1800 | 1800                                      |                                           | 428                                       | 428                                       |
| 1806 | 1806                                      |                                           | 479                                       | 479                                       |
| 1821 | 1821                                      |                                           | 513                                       | 513                                       |
| 1831 | 1831                                      |                                           | 521                                       | 521                                       |
| 1836 | 1836                                      |                                           | 531                                       | 531                                       |
| 1841 | 1841                                      |                                           | 502                                       | 502                                       |
| 1846 | 1846                                      |                                           | 510                                       | 510                                       |
| 1851 | 1851                                      |                                           | 534                                       | 534                                       |
| 1856 | 1856                                      |                                           | 552                                       | 552                                       |
| 1861 | 1861                                      |                                           | 554                                       | 554                                       |
| 1866 | 1866                                      |                                           | 539                                       | 539                                       |
| 1872 | 1872                                      |                                           | 755                                       | 755                                       |
| 1876 | 1876                                      |                                           | 736                                       | 736                                       |
| 1881 | 1881                                      |                                           | 780                                       | 780                                       |
| 1886 | 1886                                      |                                           | 730                                       | 730                                       |
| 1891 | 1891                                      |                                           | 686                                       | 686                                       |
| 1896 | 1896                                      |                                           | 627                                       | 627                                       |
| 1901 | 1901                                      |                                           | 630                                       | 630                                       |
| 1906 | 1906                                      |                                           | 617                                       | 617                                       |
| 1911 | 1911                                      |                                           | 582                                       | 582                                       |
| 1921 | 1921                                      |                                           | 509                                       | 509                                       |
| 1926 | 1926                                      |                                           | 445                                       | 445                                       |
| 1931 | 1931                                      |                                           | 412                                       | 412                                       |
| 1936 | 1936                                      |                                           | 392                                       | 392                                       |
| 1946 | 1946                                      |                                           | 346                                       | 346                                       |
| 1954 | 1954                                      |                                           | 313                                       | 313                                       |
| 1962 | 1962                                      |                                           | 309                                       | 309                                       |
| 1968 | 1968                                      |                                           | 300                                       | 300                                       |
| 1975 | 1975                                      |                                           | 253                                       | 253                                       |
| 1982 | 1982                                      |                                           | 250                                       | 250                                       |
| 1990 | 1990                                      |                                           | 250                                       | 250                                       |
| 1999 | 1999                                      |                                           | 249                                       | 249                                       |
| 2006 | 2006                                      |                                           | 286                                       | 286                                       |
| 2011 | 2011                                      |                                           | 303                                       | 303                                       |
| 2016 | 2016                                      |                                           | 333                                       | 333                                       |
| Quelle(n): EHESS/Cassini bis 1999, INSEE ab 2006 Anmerkung(en): Ab 1962 offizielle Zahlen ohne Einwohner mit Zweitwohnsitz |                                           |                                           |                                           |                                           |

## Sehenswürdigkeiten
- Dolmen
- Kirche Saint-Pierre
- Kirche Mariä Himmelfahrt
- Kirchruine Saint-Hippolyte
- Schloss Besanceuil
- Schloss Chassignole